# Александер Белжецький

варіант гербу Ястребець

Александер Станіслав Белжецький на Белзці та Чесанові гербу Ястребець (пол. Aleksander Stanisław Bełżecki; пом. 1677) — урядник, політичний і військовий діяч Речі Посполитої. Представник шляхетського роду Белжецьких.

## Життєпис
Син галицького каштеляна Яна Белжецького та його першої дружини Зофії Цешановської.
Посади: староста белзький (з 1636 року, отримав від батька після дозволу короля, вишогрудський, шидловецький, каштелян сяноцький, з 1657 року подільський воєвода. «Щедрий гуманіст, пан богобійний», заслужив для себе вдячність єзутів завдяки допомозі для колегіуму єзуїтів у Львові, Сандомирі. 1661 року був обраний на Сеймі комісаром для розмежування Подільського воєводства та Молдавського князівства. Був присутній на Сеймі 1676 року, помер наступного.
Надав фундуш для жіночого домініканського монастиря РКЦ у Белзі. 1684 року монахині погодились, щоб його вдова Зофія перенесла «запис» монастирю з відступлених кішинському старості Каз-у Лабенцькому сіл Довге та Моршин на інші маєтки А. С. Белжецького.
Помер 1677 року. Був похований у костелі єзуїтів у Львові.

### Сім'я
Одружувався 2 рази Перша дружина — старостянка шидловецька Елєонора Констанція Станіславська, донька Яна Кароля Станіславського та Зиґмунти Казановської Діти:
- Станіслав — перемиський, белзький каштелян; 3 рази одружувався (перша Софія Вельгорська, друга Белзецька, третя — стольниківна теребовельська Тшебуховська[5]
- подібно, Станіслав — стольник белзький
- Александра — дружина пйотркувського старости Єжи Оссолінського
- Катажина — дружина ротмістра Кароля Францішка Корнякта — внука купця Костянтина Корнякта;[6] чернігівського каштеляна Станіслава Антонія Фредра
- ім'я невідоме — дружина Казановського, потім, ймовірно, дружина краківського каштеляна Станіслава Варшицького
- ім'я невідоме — черниця-францисканка.[7]

Друга дружина — Зофія Баль, донька сяноцького підкоморія.